# Orehovica (gmina Šentjernej)
Orehovica – wieś w Słowenii, w gminie Šentjernej. W 2018 roku liczyła 211 mieszkańców.